# USS Mahan (DDG-72)
USS Mahan (DDG-72) je americký torpédoborec třídy Arleigh Burke. Je dvaadvacátou postavenou jednotkou své třídy. Postaven byl v letech 1995–1998 loděnicí Bath Iron Works ve městě Bath ve státě Maine. Torpédoborec byl objednán v roce 1992, dne 17. srpna 1995 byla zahájena jeho stavba, hotový trup byl spuštěn na vodu 29. června 1996 a 14. února 1998 byl zařazen do služby.

## Služba

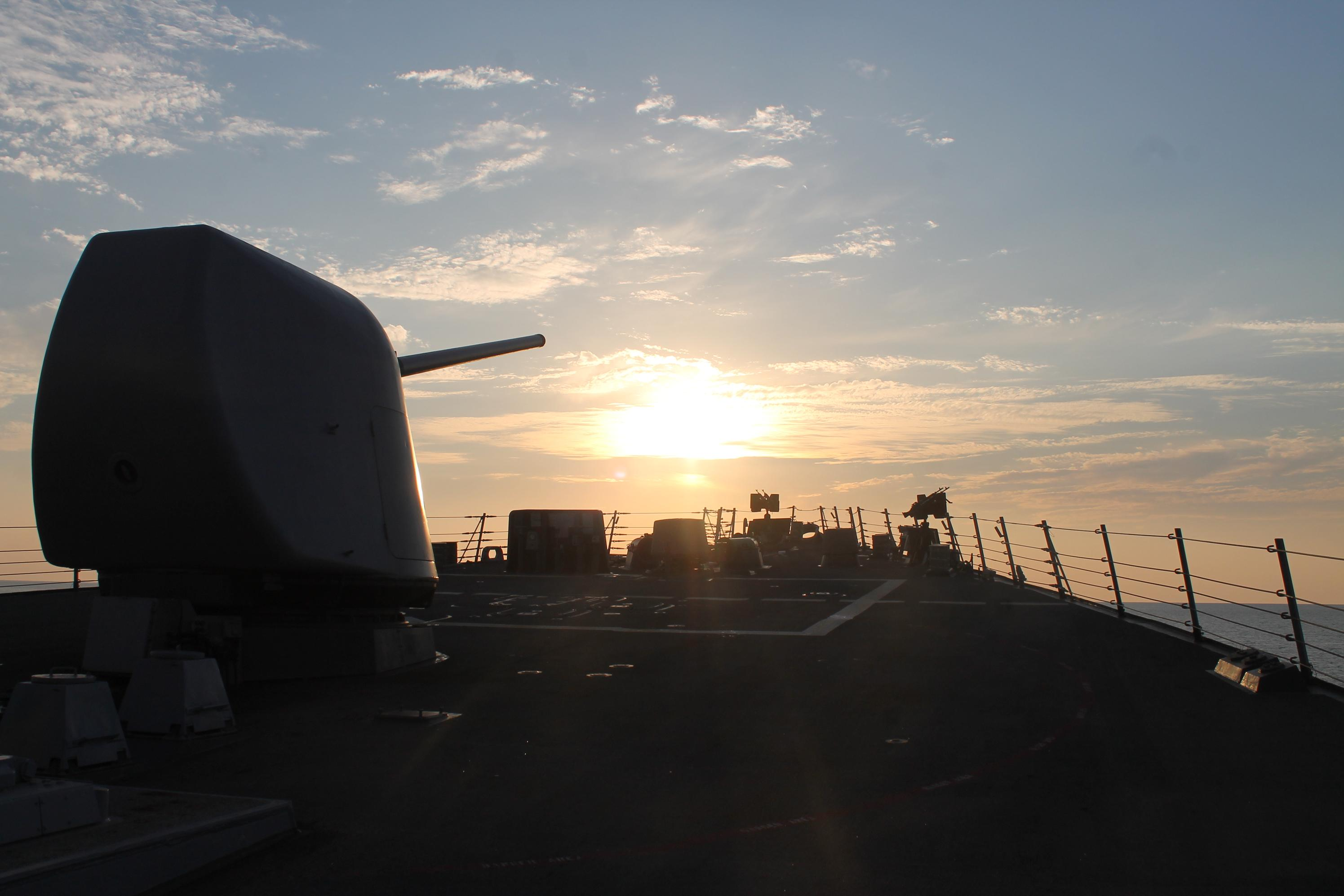
127mm lodní kanón Mk 45

První nasazení plavidla proběhlo od února do srpna 2000. Od června 2002 byl torpédoborec nasazen ve Středomoří v rámci bitevní skupiny letadlové lodě USS George Washington. Nasazení trvalo do prosince téhož roku. V listopadu a prosinci 2004 se Mahan, zařazený do bojové skupiny letadlové lodě USS Harry S. Truman, podílel na operaci Active Endeavour ve východním Středomoří.